# Märta Rudbeck

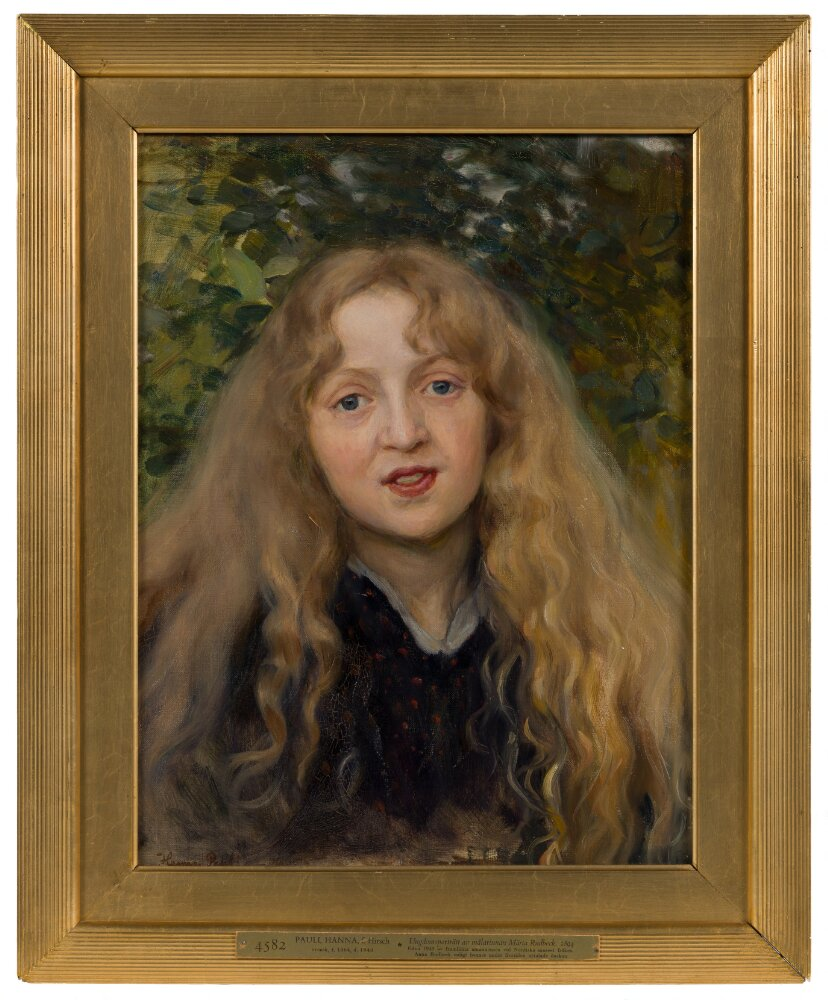
Märta Rudbeck porträtterad 1894 av Hanna Pauli.

Märta Eleonora Johanna Rudbeck, född 13 mars 1882 i Stockholm, död där 21 juni 1933, var en svensk målare och grafiker.
Rudbeck studerade vid Althins målarskola i Stockholm 1899–1901 och vid Konstakademien 1901–1906 där hon även deltog i Axel Tallbergs etsningskurs. Hon fortsatte sina studier för Lucien Simon, René Menrad och Claudio Castelucho i Paris 1908–1909 och under studieresor till Italien, Tyskland och England. Som medlem i Föreningen Svenska Konstnärinnor medverkade hon i föreningens premiär utställning på Konstakademien 1911 och föreningens utställning på Skånska konstmuseum 1912. Hon var representerad med tre porträtt och ett blomsterstilleben vid Baltiska utställningen i Malmö 1914. Rudbeck medverkade i samlingsutställningar arrangerade av Sveriges allmänna konstförening samt i samlingsutställningar i Wien och Köpenhamn. Hennes konst består av figurer, interiörer, landskap, porträtt och blomsterstilleben. I Nationalmuseums samlingar finns ett porträtt av Märta Rudbeck målat av Hanna Pauli.
Rudbeck finns representerad vid Örebro läns museum, Bohusläns museum,
Järnvägsmuseet, och
Göteborgs konstmuseum.
Märta Rudbeck var dotter till generalmajoren Zacharias Rudbeck och Ebba Vendela Christina Ulfsparre af Broxvik. Hon är begraven på Norra begravningsplatsen utanför Stockholm.

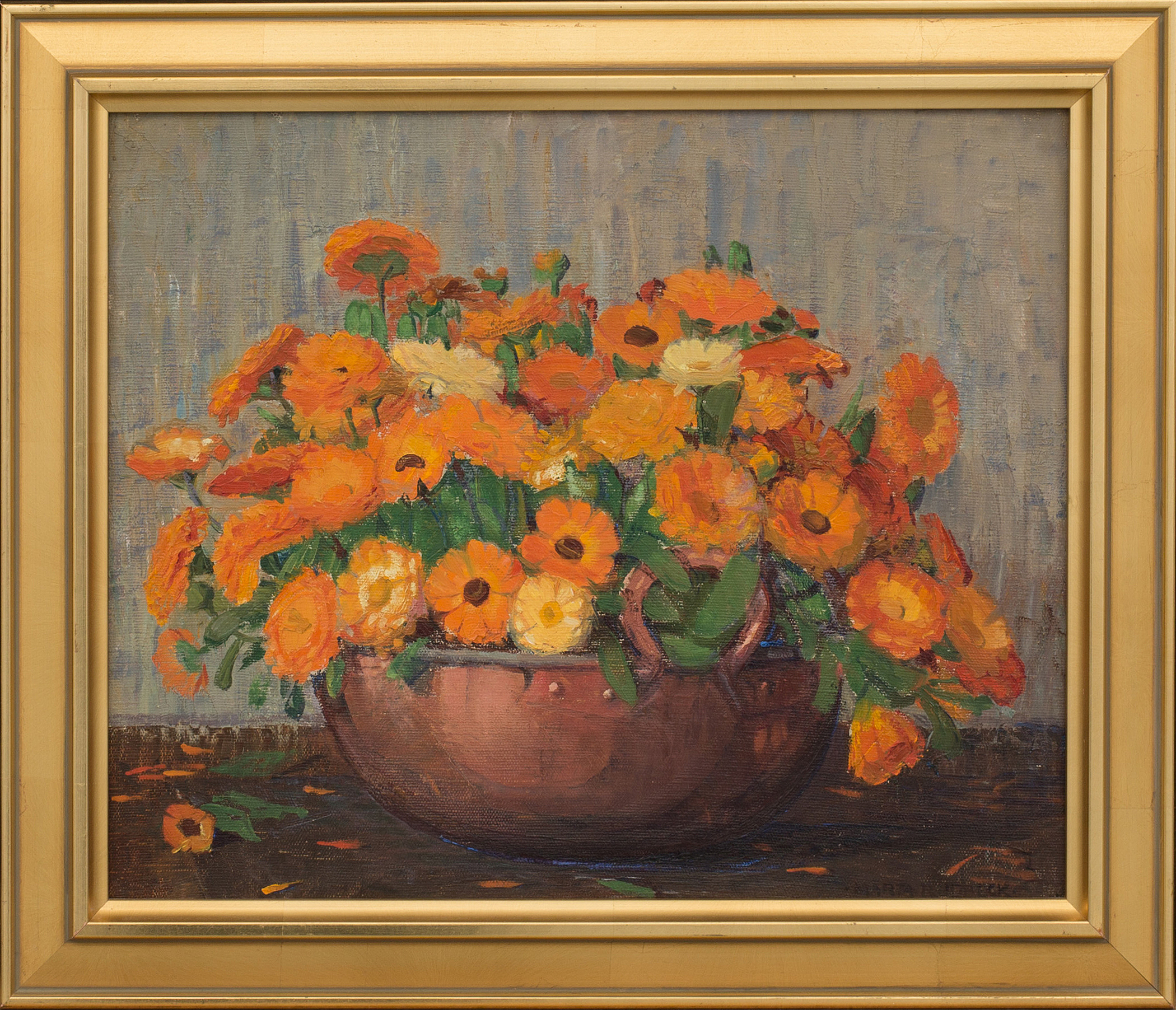
Blomsterstilleben (okänt år)
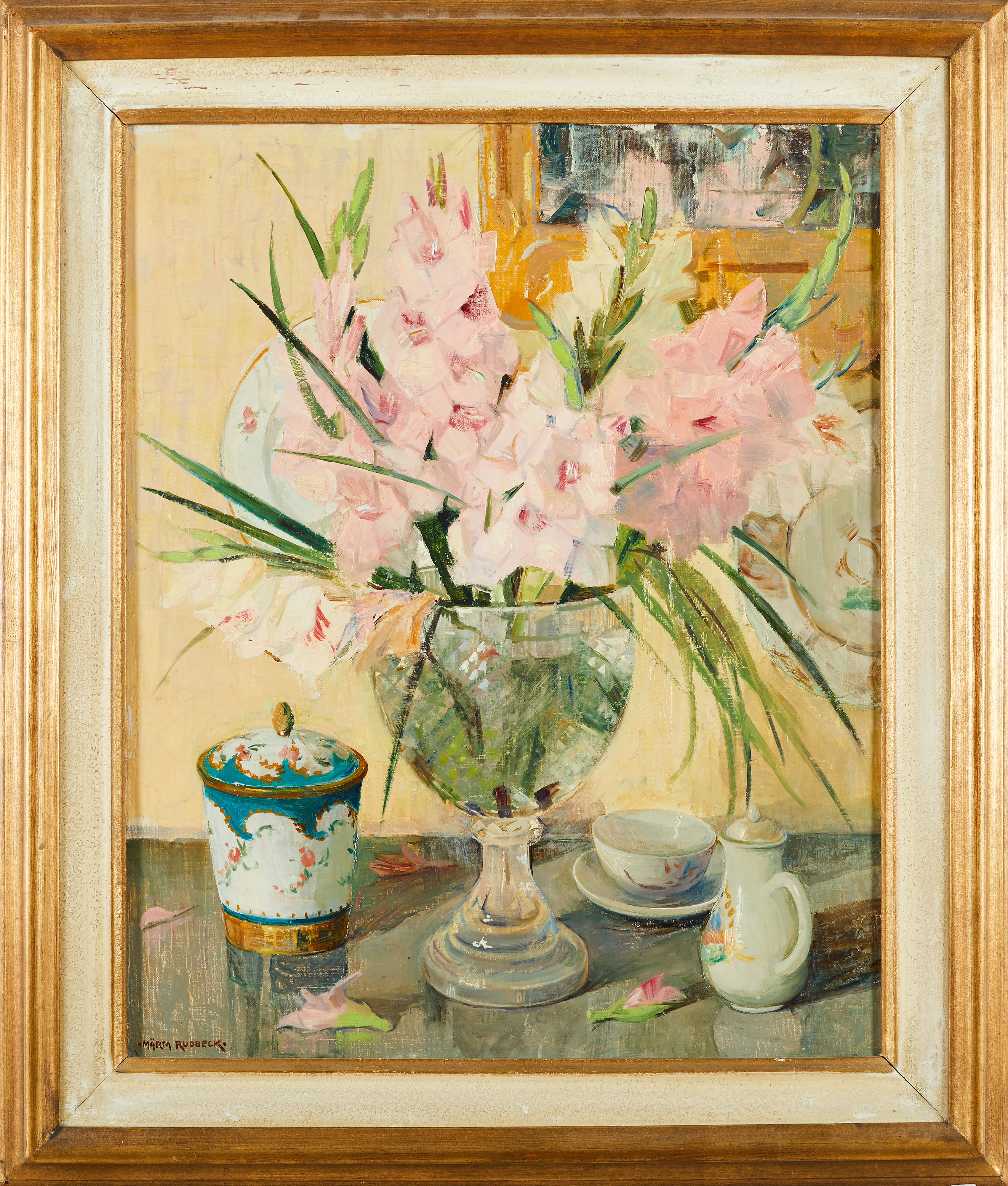
Gladiolus (okänt år)
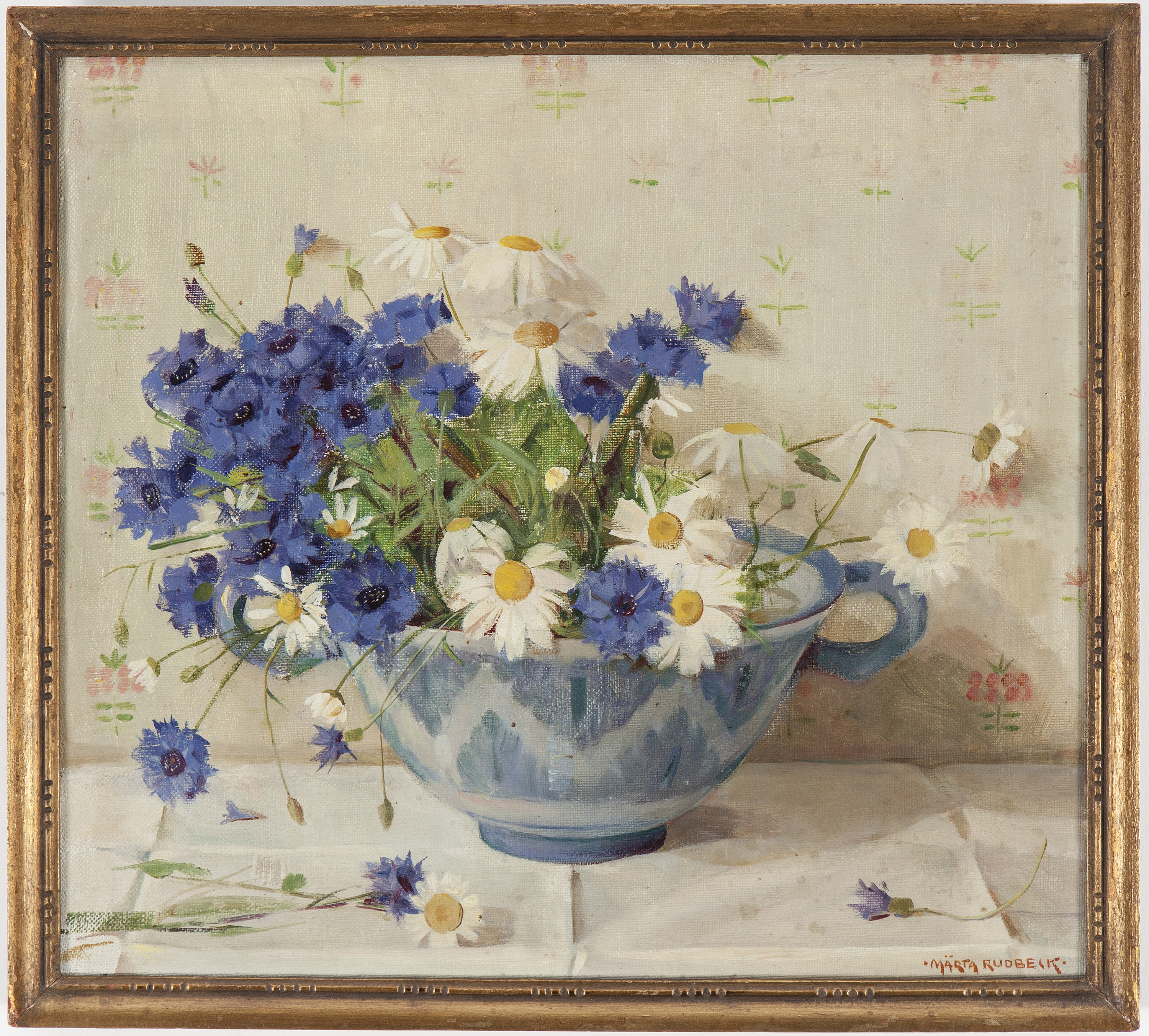
Blåklint och prästkragar (okänt år)
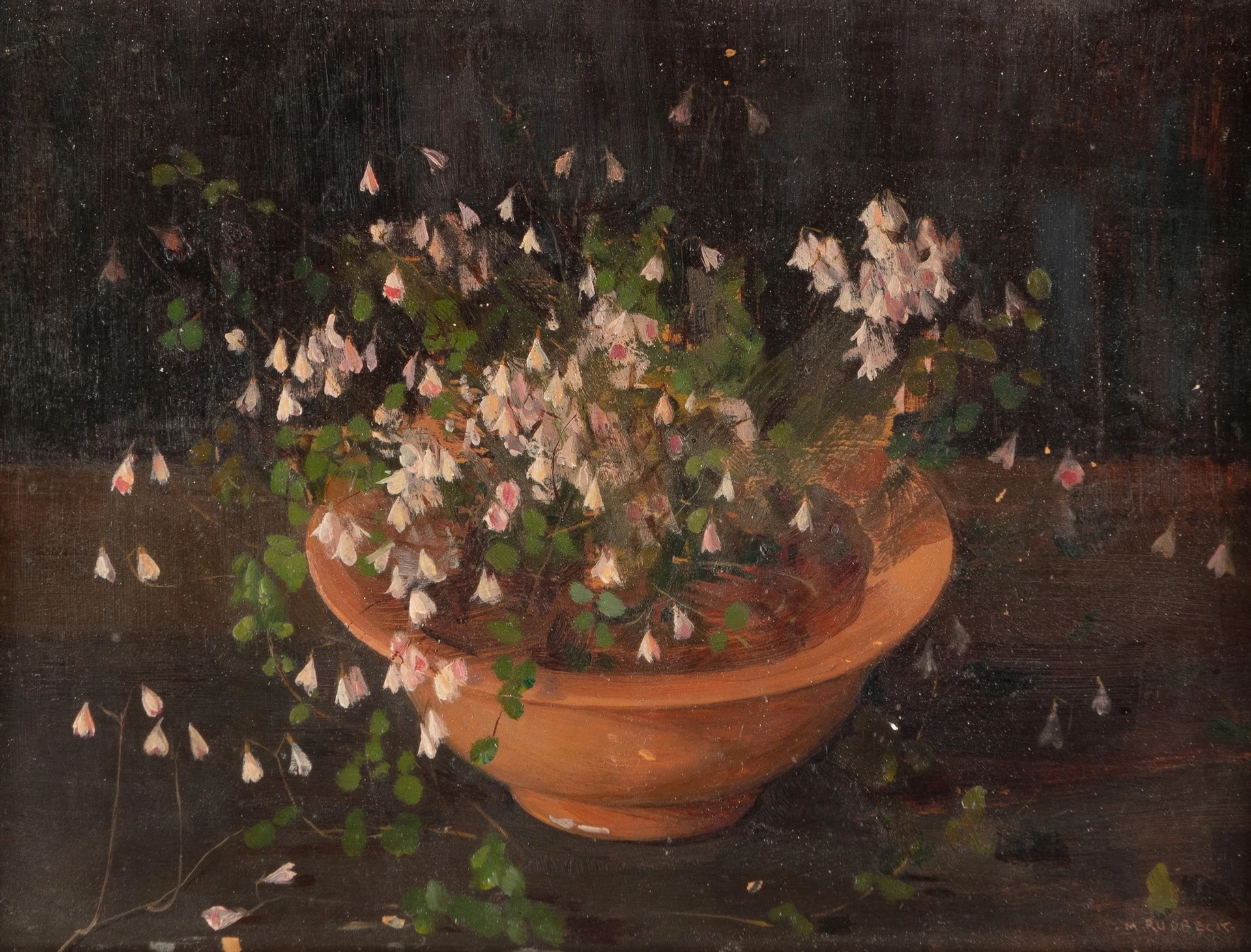
Linnea (okänt år)
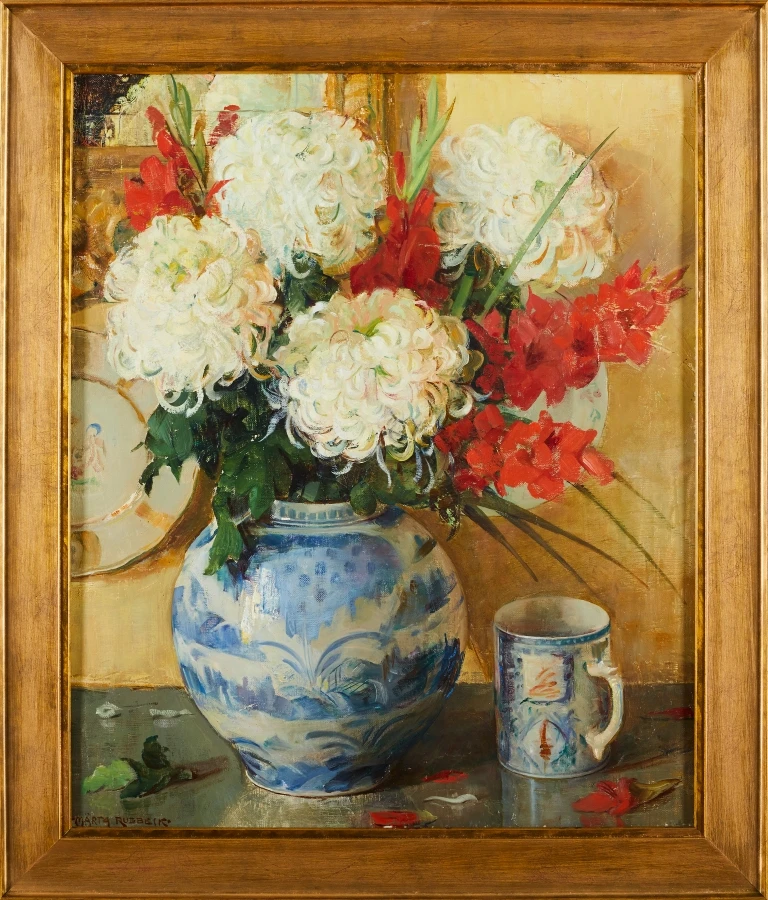
Stilleben med chrysanthemum och röd gladiolus (okänt år)
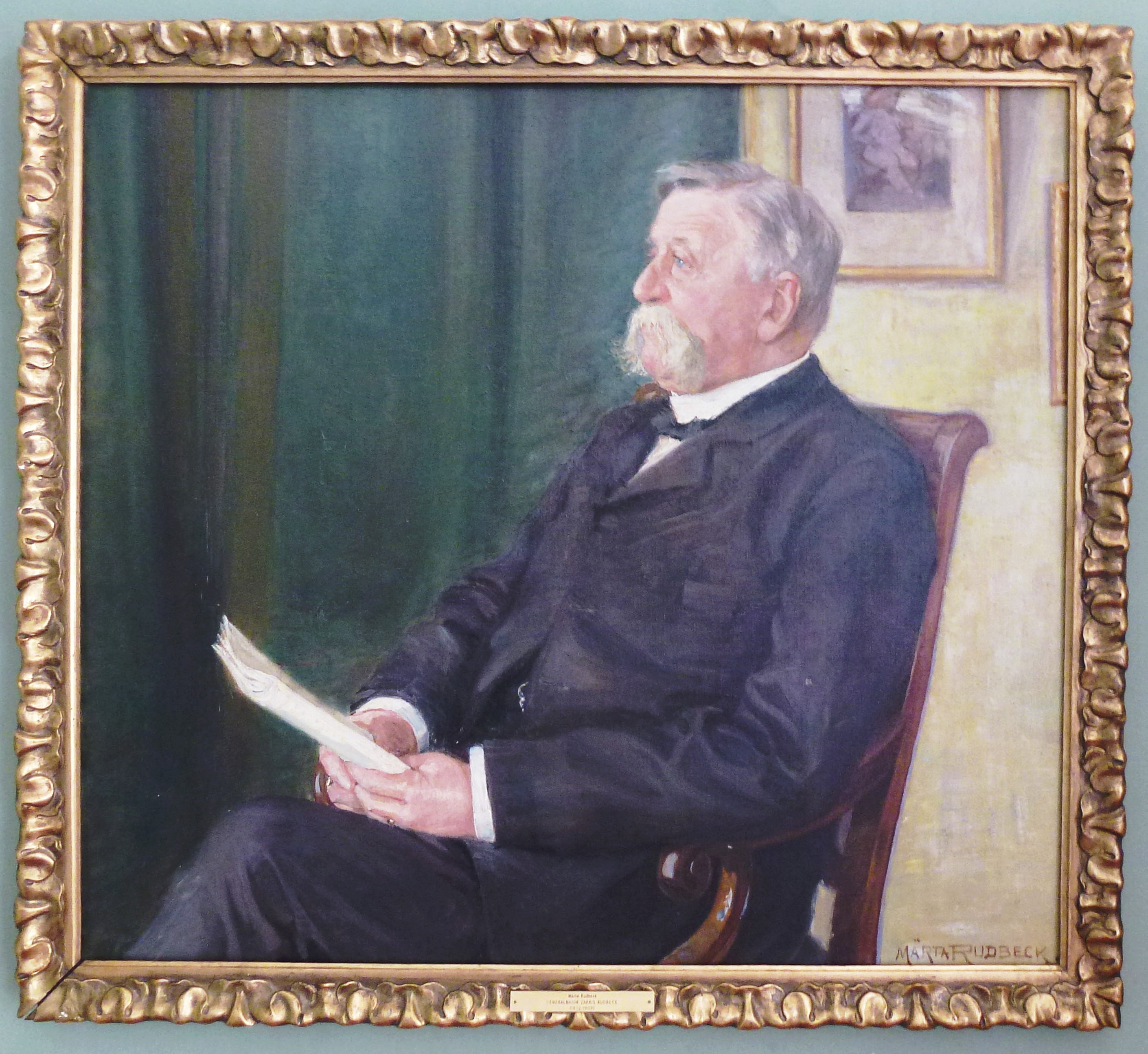
Zacharias Rudbeck (okänt år)